# Митниця дає добро
«Митниця дає добро» (фр. Rien à déclarer; дослівно «Нема що декларувати») — франко-бельгійська кінокомедія 2010. Фільм за своїм сценарієм зняв Дені Бун, він і Бенуа Пульворд виконали головні ролі.

## Зміст
Батько виховував бельгійця Рубена Вандеворде (Бенуа Пульворд) як крикливого патріота. Він працює митником на французькому кордоні, де через його причіпки до «жабоїдів» скупчуються кілометрові затори. Ночами Вандеворде переносить прикордонні стовпи на кілька метрів углиб французькій території. Патріот з жахом очікує 1 січня 1993 коли у відповідності до Шенгенської угоди, митний контроль скасовується, і орди французьких загарбників накриють країну. Своєю франкофобією Вандеворде здобув погану славу серед колег з обох боків кордону, в той час як французькому митникові Матіасу Дюкателеві (Дені Бун) необхідно заручитися підтримкою бельгійця. Дюкатель рік таємно зустрічається з сестрою Рубена Луїзою (Жулі Бернар), яку родичі готові віддати тільки за бельгійця, бажано Валлонія — фламандця. Матіас добровільно зголошується бути напарником Вандеворде в щойно сформованому мобільному загоні франко-бельгійської митниці. Прикордонникам на стародавньому Renault 4 протистоїть місцевий наркоділок Дюваль (Лоран Гамелон). Подружжя власників прикордонного кафе з настанням 1 січня втратить весь прибуток, а тому вирішує працювати на Дюваля.

## Ролі
| Актор           | Роль              |
| --------------- | ----------------- |
| Бенуа Пульворд  | Рубен Вандеворде  |
| Дені Бун        | Матіас Дюкатель   |
| Жулі Бернар     | Луїза Вандеворде  |
| Карін Віар      | Ірен Жанус        |
| Франсуа Дам'єн  | Жак Жанус         |
| Лоран Гамелон   | Дюваль            |
| Булі Ланнерс    | Бруно Ванюксем    |
| Бруно Лоше      | Тібурк            |
| Олів'є Гурме    | священик          |
| Гі Леклюіз      | Грегорі Бріуль    |
| Жером Коммандер | французький водій |
| Лорен Капеллуто | росіянин          |

## Реакція
26 січня 2011 фільм вийшов на екрани Бельгії та Нор-Па-де-Кале, а через тиждень в решті Франції. Зібрані кошти багаторазово покрили бюджет, головним чином за рахунок французького прокату, де фільм подивилися більше ніж 8 мільйонів осіб. Критики порівнювали нову стрічку Дені Буна з його попереднім фільмом, вкрай успішним «Лашкаво прошимо», де також висміюється регіональна ворожнеча, і були розчаровані.

## Знімальна група
- Режисер — Дені Бун
- Сценарист — Дені Бун
- Продюсер — Жером Сейду
- Композитор — Філіпп Ромбі